# Козетули-Нові
Козетули-Нові (пол. Kozietuły Nowe) — село в Польщі, у гміні Могельниця Груєцького повіту Мазовецького воєводства.
Населення — 351 особа (2011).
У 1975-1998 роках село належало до Радомського воєводства.

## Демографія
Демографічна структура станом на 31 березня 2011 року:
|          | Загалом | Допрацездатний вік | Працездатний вік | Постпрацездатний вік |
| -------- | ------- | ------------------ | ---------------- | -------------------- |
| Чоловіки | 170     | 34                 | 114              | 22                   |
| Жінки    | 181     | 30                 | 106              | 45                   |
| Разом    | 351     | 64                 | 220              | 67                   |